# Сповідник (святий)
Спові́дник (грец. óμολογητής) — лик святих, що відзначилися відкритим оголошення своєї віри під час гонінь. Розуміння сповідництва як подвигу, засновано на словах Христа: 
| Отже, кожного, хто Мене визнає (óμολογήσει) перед людьми, того перед Небесним Отцем Моїм визнаю й Я. Хто ж Мене відцурається перед людьми, того й Я відцураюся перед Небесним Отцем Моїм Мт. 10:32-33 |.
На відміну від мучеників, сповідниками вважаються ті вірні, які, страждаючи за віру, не загинули. Галльські сповідники, що постраждали при Маркові Аврелії, відмовлялися називатися мучениками й писали, що 
| мученики — це ті, хто сподобився померти у визнанні, ті, мучеництво яких Христос відмітив смертію, а ми тільки слабкі й смиренні сповідники[1]. |
Св. Купріян Карфагенський говорить, однак, що сповідники, що померли, могли шануватися як мученики.